# Sông Bứa
Sông Bứa là một con sông đổ ra Sông Thao. Sông có chiều dài 117 km và diện tích lưu vực là 1.355 km². Sông Bứa chảy qua các tỉnh Sơn La, Phú Thọ .